# La Vizana
La Vizana es un despoblado español perteneciente al municipio de Alija del Infantado, en la comarca de Tierra de La Bañeza, al suroeste de la provincia de León, comunidad autónoma de Castilla y León. Desaparecido ya en el siglo XIX.
La Vizana y su puente de piedra han sido desde siempre lugar estratégico y encrucijada de caminos: ya con los romanos fue hito en la Vía de la Plata, y en el medievo fue Camino Mozárabe de peregrinación e itinerario de postas montadas dando nombre a la Cañada Real de La Vizana que se superpuso sobre la calzada romana. 
Actualmente alejado del tráfico que antaño iba por estos pueblos en dirección a Astorga, La Vizana está situada en un hermoso enclave de bella estampa y durante los meses de verano cuenta con una animada playa fluvial. En su apacible entorno conserva una antigua casa de postas de 1770 convertida en mesón-restaurante con camping y otros atractivos para bañistas y amantes de la naturaleza y la pesca.
Perteneció a la antigua Jurisdicción de Alija de los Melones (Provincia de Zamora).

## Monumentos
Quedan en pie varios molinos y la barca que cruzaba el río Órbigo.

## El puente de La Vizana
Puente medieval de cuatro arcos de más de medio punto de mampostería y pizarra, reconstruido en 1917, después de que en 1809 fuera destruido por los ingleses durante la guerra de la independencia.